# Aphistogoniulus corallipes
Aphistogoniulus corallipes är en mångfotingart som först beskrevs av Henri Saussure och Leo Zehntner 1902.  Aphistogoniulus corallipes ingår i släktet Aphistogoniulus och familjen Pachybolidae. Inga underarter finns listade i Catalogue of Life.